# Shana Battouri
Shana Battouri, née le 2 juillet 2002 à Corbeil-Essonnes, est une footballeuse internationale algérienne évoluant au poste d'attaquante au Stade de Reims.

## Biographie

### Carrière en club
Shana Battouri commence sa formation au Paris Saint-Germain pendant une année, puis, elle signe à Olympique lyonnais et y joue durant trois saisons avec les moins de 19 ans nationaux.
Le 5 février 2021, elle signe son premier contrat professionnel en faveur du Stade brestois 29 en D2. Mais finalement elle quitte le club cinq moins plus tard.
En juillet 2021, elle signe en faveur du ASJ Soyaux, et intègre le groupe senior en D1 féminine.
Le 20 juillet 2022, elle signe un contrat avec le GPSO 92 Issy en D2.

### Carrière en sélection
En juillet 2023, elle est appelée en équipe d'Algérie par le sélectionneur Farid Benstiti pour prendre part à un stage durant lequel la sélection affronte le Sénégal dans une double confrontation amicale.
Le 14 juillet 2023, elle honore sa première sélection en tant que titulaire contre le Sénégal au Stade Lat-Dior de Thiès. Le match se solde par une défaite 3 à 1 des Algériennes.
En février 2024, elle fait partie des joueuses convoquées en stage au Centre technique national de Sidi Moussa, dans le cadre de la préparation pour le tournoi final de la CAN féminine 2024. Le 24 février, elle est titulaire et inscrit son premier but sous la tunique algérienne, lors de la victoire 2 à 0 de l'Algérie face au Burkina Faso dans le cadre d'un match amical d'entraînement au CTN de Sidi Moussa.

## Statistiques

### Statistiques détaillées
| Saison                | Club                  | Championnat           | Championnat | Championnat | Coupe(s) nationale(s) | Coupe(s) nationale(s) | Algérie | Algérie | Total | Total |
| Saison                | Club                  | Division              | M.          | B.          | M.                    | B.                    | M.      | B.      | M.    | B.    |
| 2021-2022             | ASJ Soyaux            | Division 1            | 21          | 1           | 2                     | 1                     | -       | -       | 23    | 2     |
| 2022-2023             | GPSO 92 Issy          | Division 2            | 20          | 4           | 2                     | 3                     | 2       | 0       | 24    | 7     |
| 2023-2024             | FC Metz               | Division 2            | 9           | 1           | 1                     | 0                     | 3       | 0       | 13    | 1     |
| Total sur la carrière | Total sur la carrière | Total sur la carrière | 50          | 6           | 5                     | 4                     | 5       | 0       | 60    | 10    |

### En sélection

#### Matchs internationaux
Le tableau suivant liste les rencontres de l'équipe d'Algérie dans lesquelles Shana Battouri a été sélectionnée depuis le 14 juillet 2023 jusqu'à présent.

#### Buts internationaux
| 0 | Date            | Lieu                               | Compétition  | Résultat | Adversaire   | Détail | Détail        | Détail | Sél. |
| - | --------------- | ---------------------------------- | ------------ | -------- | ------------ | ------ | ------------- | ------ | ---- |
| - | 24 février 2024 | CTN de Sidi Moussa, Alger, Algérie | Match amical | V 2-0    | Burkina Faso | 32e    | du pied droit | 1-0    | -    |